# Philippe Henri de Ségur
Pour les articles homonymes, voir Ségur (homonymie).
Philippe Henri, marquis de Ségur, né le 20 janvier 1724, mort le 3 octobre 1801, petit-fils du Régent, est un gentilhomme français, officier durant les guerres de Louis XV, secrétaire d'État à la Guerre de Louis XVI de 1780 à 1787, maréchal de France en 1783.

## Biographie
Philippe Henri de Ségur est le fils d'Henri François, comte de Ségur (1689-1751), et d'Angélique de Froissy (1702-1785), fille naturelle légitimée du Régent. Il est ainsi le cousin germain du duc d'Orléans, du prince de Conti, du duc de Modène et de la duchesse de Penthièvre.
Il fait d'abord une carrière dans l'armée : il est cornette et capitaine au régiment de Rosen Cavalerie (1739), colonel des régiments de Vexin (22 août 1743) et de Soissonnais (1er décembre 1745) et sert sous le commandement de son père en Italie et en Bohême. Il est blessé à Roucoux, (une balle entrant par la poitrine, sortit par le dos) dans les Flandres, en octobre 1746, perd un bras à la bataille de Lauffeld en 1747 et est nommé brigadier le 27 juillet 1747. Le 23 mars 1748, il succéda à son père comme lieutenant général en Champagne et Brie et devient maréchal de camp le 25 août 1749. En 1753, il est nommé gouverneur du comté de Foix.
Durant la Guerre de Sept Ans, il se bat à Hastenbeck (1757), Crefeld (1758) et Minden (1759). Il est nommé inspecteur général de l'infanterie le 25 mai 1758 et lieutenant général le 18 mai 1760. En octobre 1760 il est fait prisonnier à la bataille de Clostercamp. Durant sa captivité il est distrait par les pièces galantes et même un peu libres illustrées par de Besenval que rédige et lui envoie tous les jours la joyeuse Académie de Drevenich. Il devient chevalier de l'Ordre du Saint-Esprit le 7 juin 1767.
Les capacités qu'il démontre comme gouverneur de la Franche-Comté en 1775 le font nommer Secrétaire d'État à la Guerre le 25 décembre 1780. Il crée en 1783 un état-major général permanent et prend des règlements remarquables concernant les casernes et les hôpitaux militaires. Sous la pression du comte d'Artois (le futur Charles X), il endosse la responsabilité de l'édit réactionnaire dit « édit de Ségur » exigeant en 1781 quatre quartiers (générations) de noblesse pour les nominations d'officier.
Il est fait maréchal de France le 13 juin 1783.
Anecdotiquement, il a signé, en tant que ministre de la guerre, le brevet de cadet-gentilhomme de Napoléon Bonaparte en 1784.
Il démissionne de son département ministériel le 29 août 1787.
Durant la Terreur, il est enfermé à la prison de la Force et, après sa libération, est réduit à la plus grande pauvreté.
À partir de 1796, il participa, au côté de ses deux fils, aux activités de la joyeuse société chantante des dîners de Vaudeville.
Napoléon Ier lui accorde une pension en 1800. À cette occasion, il le reçoit aux Tuileries et lui fait rendre les honneurs par la Garde consulaire. Il meurt l'année suivante.

### Vie familiale

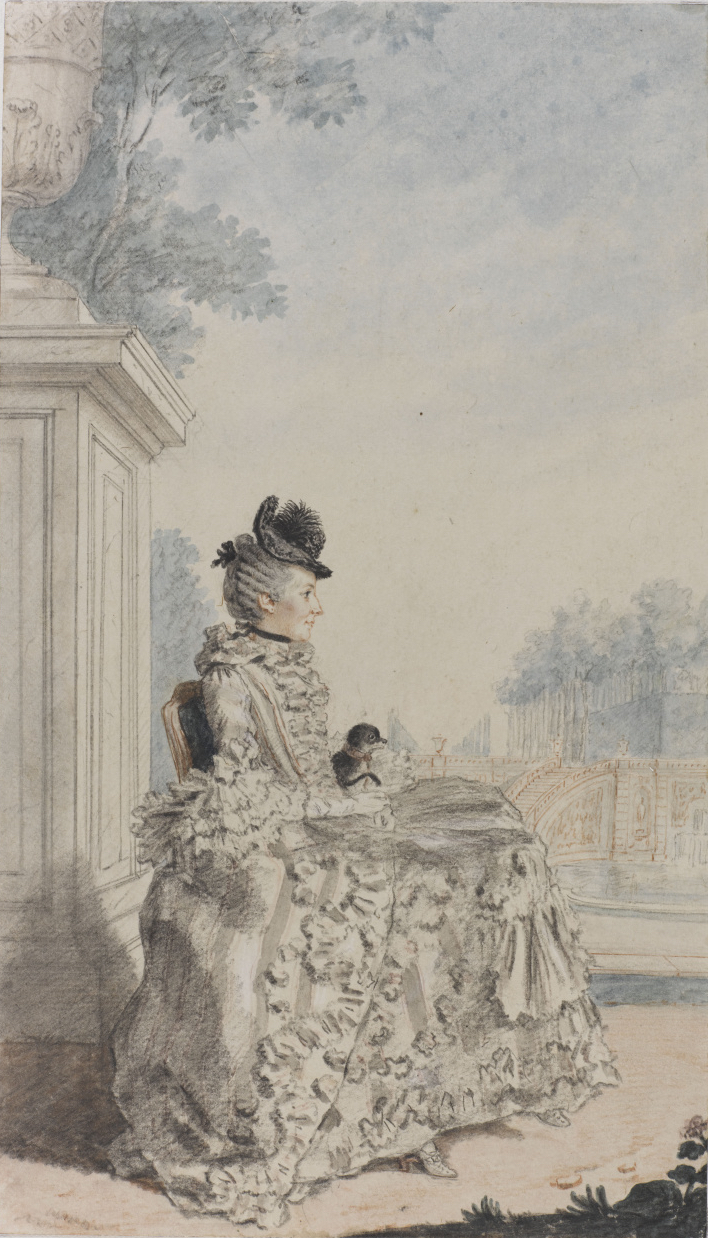
Portrait de Louise-Anne-Madeleine de Vernon, marquise de Ségur, par Carmontelle.

En 1749, il épouse Louise-Anne-Madeleine de Vernon de Beauval (1729-1778), créole de Saint-Domingue, fille d'Alexandre de Vernon, conseiller du roi au Conseil supérieur de Saint-Domingue, et d'Anne du Vivier. De leur mariage, naissent deux fils :
- Louis Philippe, comte de Ségur (1753-1830) dit « Ségur aîné », général, diplomate, homme politique et historien. Il est le grand-père par alliance de la romancière Sophie Rostopchine, comtesse de Ségur ;
- Joseph Alexandre, vicomte de Ségur (1756-1805) dit « Ségur jeune », militaire et homme de lettres. Selon l'historien Jean-Jacques Fiechter, il est en réalité le fils du baron de Besenval, meilleur ami du maréchal de Ségur[4].

## Récapitulatif

### Décorations
| Chevalier du Saint-Esprit |

- Chevalier du Saint-Esprit (Versailles, 7 juin 1767)[5] ;

### Armoiries
Écartelé: aux 1 et 4, de gueules au lion d'or ; aux 2 et 3, d'argent plain.